# Allodin Fothergill
Allodin Fothergill (* 7. Februar 1987 in Saint Catherine, Jamaika) ist ein jamaikanischer Sprinter, der sich auf den 400-Meter-Lauf spezialisiert hat. 

## Karriere
Im Jahr 2006 belegte er im 400-Meter-Finale der Juniorenweltmeisterschaften in Peking mit einer Zeit von 46,68 s den sechsten Platz. 
Bei den Olympischen Spielen 2008 in Peking startete er im Vorlauf für die jamaikanische 4-mal-400-Meter-Staffelmannschaft, die als Drittplatzierte das Finale erreichte. Fothergill wurde jedoch nicht im Finallauf eingesetzt, wo die Jamaikaner nur auf Platz acht kamen.
Ende Juni 2009 wurde Fothergill bei den jamaikanischen Meisterschaften in Kingston positiv auf das Stimulanzmittel Methylxanthin getestet. Zunächst wurde er freigesprochen, da die Substanz nicht auf der Dopingliste der WADA stand, wurde aber später mit einer 3-monatigen Sperre belegt, da die Substanz eine ähnliche Struktur wie ein verbotenes Dopingmittel hat. Sein Start bei den Leichtathletik-Weltmeisterschaften 2009 in Berlin wurde aufgrund dessen zurückgezogen.
Am 27. August 2010 wurde er beim Diamond-League-Meeting in Brüssel über 400 Meter in einer Zeit von 45,44 s Dritter.
Bei den Weltmeisterschaften 2011 in Daegu startete er zusammen mit Jermaine Gonzales, Riker Hylton und Leford Green für die jamaikanische 4-mal-400-Meter-Staffel im Finale und gewann mit einer Zeit von 3:00,10 min die Bronzemedaille.

## Persönliche Bestzeiten
- 200 Meter: 20,91 s, 4. Juni 2006, Spanish Town, Jamaika
- 400 Meter: 45,24 s, 26. Juli 2010, Mayagüez, Puerto Rico